# 名倉隆
名倉 隆（なぐら たかし、1945年〈昭和20年〉8月16日 - 2025年〈令和7年〉3月5日）は、日本の政治家。位階勲等は従四位旭日中綬章。
元埼玉県鳩ヶ谷市（現・川口市）長（4期）。

## 来歴
埼玉県川口市（のち鳩ヶ谷町→鳩ヶ谷市に分離）出身。埼玉県立川口工業高等学校卒。卒業後は機械、印刷、製薬会社に勤務する。1974年（昭和49年）から鳩ヶ谷市議会議員を4期務める。

### 1990年鳩ヶ谷市長選挙
1990年（平成2年）9月9日の鳩ヶ谷市長選挙に無所属で立候補し、元市議や政治活動家の三井理峯ら4人を破って初当選する（三井は82票と最下位）。
※当日有権者数：41,396人 最終投票率：62.17%（前回比：+18.14pts）
| 候補者名 | 年齢 | 所属党派 | 新旧別 | 得票数  | 得票率 | 推薦・支持                               |
| -------- | ---- | -------- | ------ | ------- | ------ | ---------------------------------------- |
| 名倉隆   | 45   | 無所属   | 新     | 9,248票 | 36.17% |                                          |
| 影山博   | 59   | 無所属   | 新     | 7,552票 | 29.54% | 日本社会党・日本共産党・社会民主連合推薦 |
| 柴田武幸 | 61   | 無所属   | 新     | 6,611票 | 25.86% | 自由民主党推薦                           |
| 鈴木信康 | 61   | 無所属   | 新     | 2,076票 | 8.12%  |                                          |
| 三井理峯 | 79   | 無所属   | 新     | 82票    | 0.32%  |                                          |

### 1994年鳩ヶ谷市長選挙
1994年（平成6年）9月11日の市長選挙に自民党、新生党、日本新党、民社党、新党さきがけの各党の推薦を得て無所属で立候補し、共産党推薦の無所属新人を破って再選を果たした。
※当日有権者数：-人 最終投票率：39.30%（前回比：-pts）
| 候補者名   | 年齢 | 所属党派 | 新旧別 | 得票数   | 得票率 | 推薦・支持                             |
| ---------- | ---- | -------- | ------ | -------- | ------ | -------------------------------------- |
| 名倉隆     | 49   | 無所属   | 現     | 14,060票 | 83.3%  | 自民・新生・日本新・民社・さきがけ推薦 |
| 広瀬賀寿子 | 53   | 無所属   | 新     | 2,817票  | 16.7%  | 共産推薦                               |

### 1998年鳩ヶ谷市長選挙
1998年（平成10年）10月25日の市長選挙に立候補して、民主党と連合埼玉の推薦を受け、無所属で新人の元市議を破り、3選を果たした。
※当日有権者数：-人 最終投票率：63.95%（前回比：24.65pts）
| 候補者名 | 年齢 | 所属党派 | 新旧別 | 得票数   | 得票率 | 推薦・支持 |
| -------- | ---- | -------- | ------ | -------- | ------ | ---------- |
| 名倉隆   | 53   | 無所属   | 前     | 16,820票 | 62.9%  | 民主推薦   |
| 菅原正俊 | 56   | 無所属   | 新     | 9,915票  | 37.1%  | -          |

### 2002年鳩ヶ谷市長選挙
2002年（平成14年）10月27日の市長選挙に無所属で連合埼玉の推薦を受け、立候補して、無所属の元埼玉県議で自由党の推薦を受けた新人を破り、4選を果たした。
※当日有権者数：44,780人 最終投票率：58.33%（前回比：5.62pts）
| 候補者名 | 年齢 | 所属党派 | 新旧別 | 得票数   | 得票率 | 推薦・支持 |
| -------- | ---- | -------- | ------ | -------- | ------ | ---------- |
| 名倉隆   | 57   | 無所属   | 現     | 15,876票 | 62.5%  |            |
| 船津徳英 | 50   | 無所属   | 新     | 9,520票  | 37.5%  | 自由推薦   |

### 2006年鳩ヶ谷市長選挙
2006年（平成18年）10月22日の市長選挙では自民党の推薦を受け、5期目を目指したが、川口市との合併を公約にした元埼玉県下水道公社理事長の木下達則の半数近い票差と、前回（15,876票）の半分以下の得票数で敗れた。
※当日有権者数：47,361人 最終投票率：60.17%（前回比：1.84pts）
| 候補者名 | 年齢 | 所属党派 | 新旧別 | 得票数   | 得票率 | 推薦・支持 |
| -------- | ---- | -------- | ------ | -------- | ------ | ---------- |
| 木下達則 | 58   | 無所属   | 新     | 14,673票 | 52.3%  | -          |
| 名倉隆   | 61   | 無所属   | 現     | 7,680票  | 27.4%  | 自民推薦   |
| 吹上早苗 | 58   | 無所属   | 新     | 5,725票  | 20.4%  | 共産推薦   |

このほか母校の川口工業高等学校の同窓会長を務めた。
2025年（令和7年）3月5日、誤嚥性肺炎のため、死去した。79歳没。死没日付をもって従四位に叙された。

## 栄典
- 2015年（平成27年）11月3日 - 旭日中綬章[4][17]
- 2025年（令和7年）3月5日 - 従四位[3]